# Università Cheikh Anta Diop

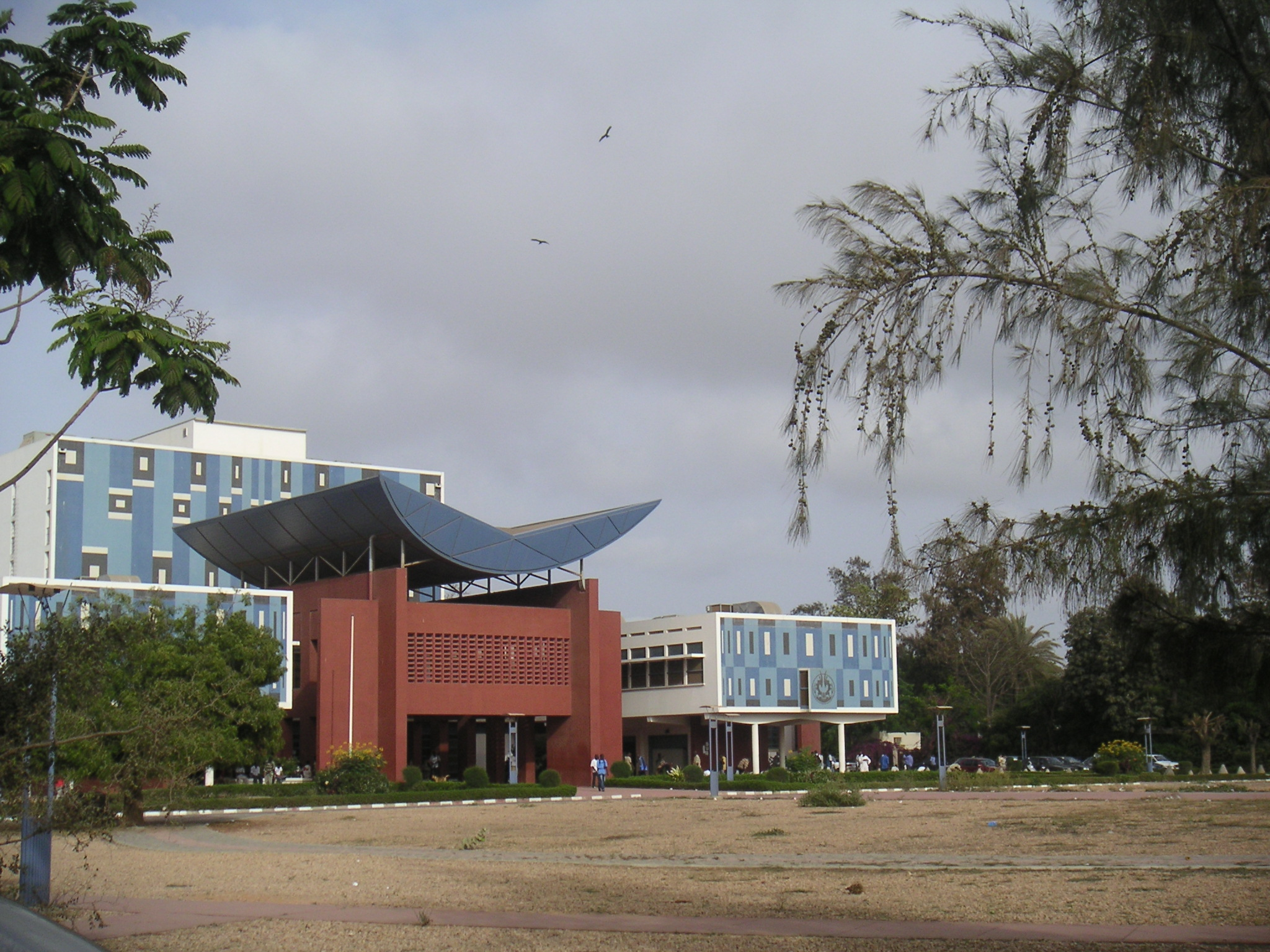
La biblioteca dell'UCAD nel 2005

L'Università Cheikh Anta Diop, abbreviata in UCAD, è la prima e la più grande università senegalese creata il 24 febbraio 1957.

## Caratteristiche
L'università comprende facoltà autonome, scuole superiori di formazione professionale, istituti di ricerca e altre istituzioni.

### Facoltà
La facoltà delle scienze e tecniche
Matematica; Fisica; Chimica; Biologia; Geologia.
Facoltà delle lettere e scienze umanisticheFilosofia; Sociologia; Lingue antiche; Lettere moderne; Geografia; Inglese; Arabo; Tedesco; Storia; Lingue; Russo.
Facoltà delle scienze politiche e giuridicheDiritto privato; Diritto pubblico; Storia del diritto.
Facoltà delle scienze economiche e gestione
Facoltà di medicina e farmaceuticamedicina e specialità medicale; chirurgia e specialità; biologia; scienze farmaceutiche applicate; scienze farmaceutiche fisiche e chimiche

### Istituti superiori
- Istituto Fondamentale d'Africa Nera (IFAN Institut Fondamental de l'Afrique Noire)
- Istituto delle scienze ambientali (ISE Institut des Sciences de l'Environnement)
- Istituto di Ricerca sull'insegnamento della matematica, della fisica e delle tecnologie(IREMPT)
- Istituto Superiore di Gestione (ISG Institut Supérieur de Gestion)
- Istituto delle scienze della terra (ISG Institut des Sciences de la Terre)
- Istituto Nazionale Superiore dell'Educazione Superiore e dello Sport (IPDSR Institut National Supérieur de l'Éducation Populaire et du Sport)
- Istituto di Popolazione, Sviluppo e Salute della Riproduzione (Institut de Population, Développement et Santé de la Reproduction IPDSR)

### Le scuole
- Centro di Studio delle Scienze e tecniche dell'Informazione (Centre d'Études des Sciences et Techniques de l'Information CESTI)
- Scuola Superiore Politecnico (École Supérieure Polytechnique (ESP))
- Scuola Normale Superiore (École Normale Supérieure (ENS))
- Scuola dei Bibliotecari, Archivista, Documentarista (École des Bibliothécaires, Archivistes, Documentalistes (EBAD))